# 人間喜劇 (2001年電影)
《人間喜劇》是台灣導演鴻鴻所執導的第二部劇情長片，演員多來自小劇場演員，於2001年上映。電影援引了四段二十四孝的故事，並與台北當今社會做連結；劇中劇場所演出的表演為英年早逝的劇場工作者田啟元的作品〈白水〉。
該片獲得新台幣五百萬元輔導金補助，並參與了數個國際影展，獲選為法國維蘇影展開幕片，以及巴黎「台灣出品電影節」開幕片。

## 故事架構
故事主要有四線，分別是喜歡梁朝偉的鞋店女孩、受蟑螂所苦而四處尋找新房子的夫妻、放心不下前妻的售屋員以及一位害怕被母親看到自己全裸演出的小劇場青年演員。
- 下午的奇蹟
- 蟑螂的季節
- 颱風帶來了多少災害
- 受難

## 獎項
| 獎項             | 獎項             | 受獎者        | 階段／結果 |
| ---------------- | ---------------- | ------------- | ---------- |
| 法國南特影展     | 觀眾票選最佳影片 | 人間喜劇 台灣 | 獲獎       |
| 阿曼馬斯喀特影展 | 金匕首獎         | 人間喜劇 台灣 | 獲獎       |
| 香港國際電影節   | 費比西影評人獎   | 人間喜劇 台灣 | 提名       |
| 中國長春電影節   | 最佳華語故事片   | 人間喜劇 台灣 | 提名       |
| 中國長春電影節   | 評委會特別獎     | 人間喜劇 台灣 | 獲獎       |

## 外部連結
- 開眼電影網上《人間喜劇》的資料（繁體中文）
- 香港影庫上《人間喜劇》的資料（繁體中文）
- 时光网上《人間喜劇》的資料（简体中文）
- 豆瓣电影上《人間喜劇》的資料 （简体中文）
- 互联网电影数据库（IMDb）上《人間喜劇》的资料（英文）